# Робертс, Дэниел
Даниэль Робертс (англ. Daniel Roberts; род. 13 ноября 1997, Атланта) — американский легкоатлет, специализируется в беге с барьерами. Бронзовый призёр чемпионата мира в беге на 110 метров с барьерами. Участник летних Олимпийских игр 2020 года.

## Биография
Даниэль Робертс — спортсмен, который соревнуется в дисциплинах 60 метров с барьерами, 110 метров с барьерами, 60 метров, 100 метров.
Робертс окончил среднюю школу Хэмптона в 2016 году. Осенью 2015 года получил травму колена играя в американский футбол. После этого начал носить длинные колготки, скрывая шрамы от операции.
У Дэниела Робертса большая спортивная семья: его братья играют в футбол NCAA, а сестра Алисия Робертс также занималась лёгкой атлетикой и играла в волейбол NCAA.
В 2021 году Даниэль принял участие в летних олимпийских играх, которые проходили в Токио. В беге на 110 метров с барьерами он бежал в первом полуфинале и не смог квалифицироваться в финал, ему не хватило одной секунды.
В 2023 году на чемпионате мира по лёгкой атлетике, который состоялся в Будапеште, американский атлет, в беге с барьерами на 110 метров, с результатом 13,09 секунды стал бронзовым призёром чемпионата мира. 

## Персональные результаты
| Дисциплина             | Время | Место | Дата |
| ---------------------- | ----- | ----- | ---- |
| 100 метров             | 10,91 | США   | 2017 |
| 60 метров              | 6,63  | США   | 2019 |
| 110 метров с барьерами | 12,96 | США   | 2024 |
| 60 метров с барьерами  | 7,39  | США   | 2023 |